# Ella Endlich

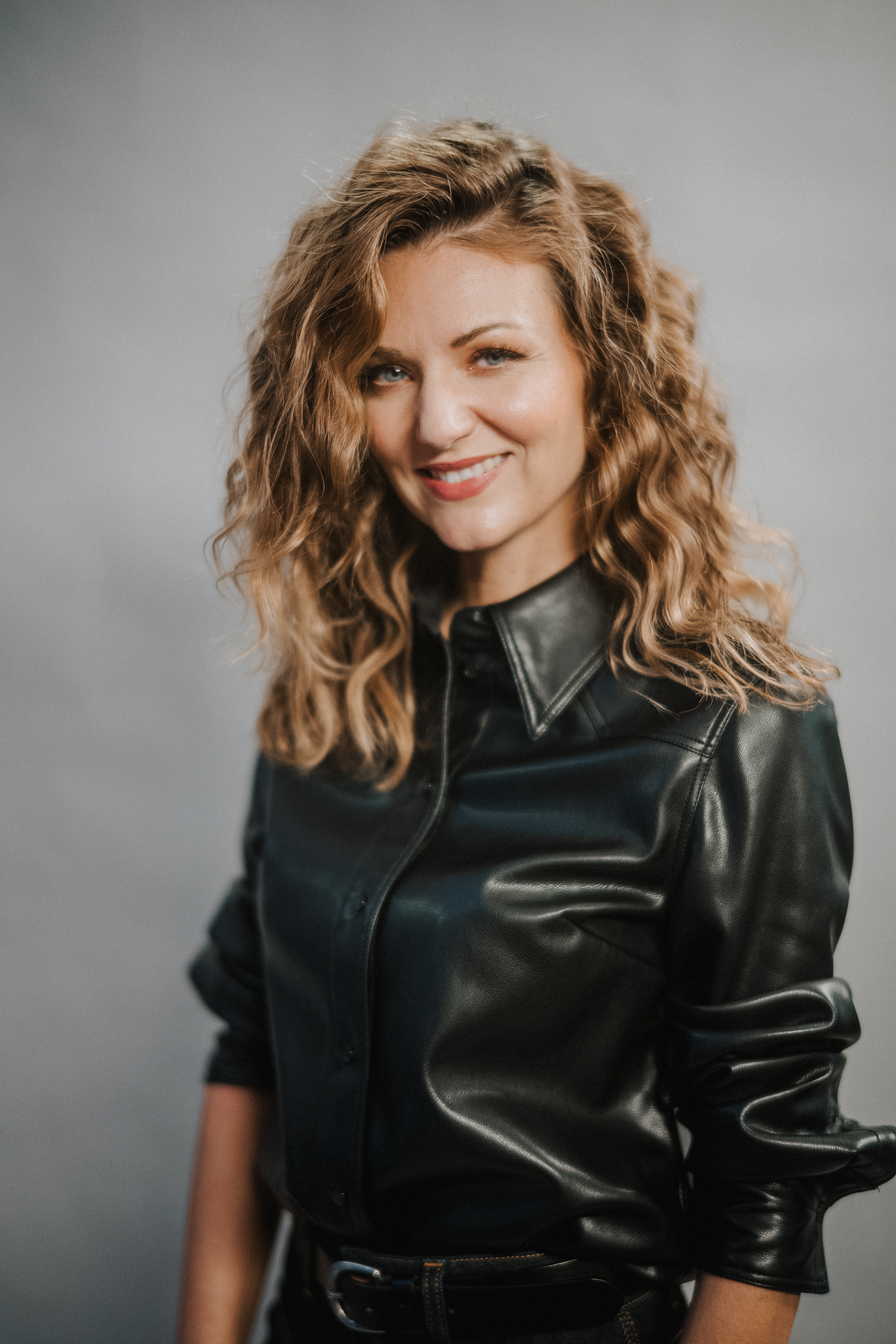
Ella Endlich (2021)

Ella Endlich (* 18. Juni 1984 als Jacqueline Zebisch in Weimar) ist eine deutsche Sängerin und Liedtexterin. Sie begann eine Kinderkarriere im Pop-Business und erweiterte ihr Spektrum auf Musical, Chanson und Schlager. Ende der 1990er Jahre hatte sie als Teeniestar Junia Charterfolge. 2009 wurde sie mit Küss mich, halt mich, lieb mich nach der Titelmelodie aus dem Film Drei Haselnüsse für Aschenbrödel bekannt.

## Leben

### Herkunft und Ausbildung
Ella Endlich wurde als Tochter des Komponisten und Musikproduzenten Norbert Endlich, seit dessen Ehe mit Carmen Nebel ist sie deren Stieftochter, in Thüringen geboren; ihm folgte sie mit ihrer Mutter 1989 von Weimar nach West-Berlin. Im Alter von zehn Jahren sang sie erstmals in den Hansa Tonstudios und wurde als Backgroundsängerin in der ZDF-Hitparade engagiert. Während ihrer Schulzeit erhielt sie Gesangs- und Tanzunterricht, außerdem filmte sie mit eigener Choreografie verschiedene Videos in Los Angeles, Miami und London für den Popsender VIVA.

### Karrierebeginn als Junia
Im Juni 1998 erhielt sie im Alter von 14 Jahren ihren ersten Plattenvertrag bei Columbia Records, Sony. Mit Bezug auf ihren Geburtsmonat wählte sie Junia als Künstlernamen. Ihre erste Single It’s Funny kam 1999 auf den Markt; sie erreichte Platz 17 in den deutschen Single-Charts und Platz 21 in der Schweiz. Es folgten weitere Singles. In der Zeit war sie Gast bei Viva, The Dome und in der Harald Schmidt Show.
Ab Oktober 2001 begann sie an der Bayerischen Theaterakademie August Everding in München ihr Studium. Während dieses Studiums wirkte sie in Kander/Ebbs And the World Goes Round mit, ferner gehörte sie 2001 und 2002 zum Ensemble der Bregenzer Festspielproduktionen von La Bohème und West Side Story. In City of Angels war sie im Prinzregententheater München und im Theater Erfurt zu sehen. Das Vorstudium legte sie in klassischem Gesang ab und gab ab diesem Zeitpunkt selber Gesangsunterricht. 2005 erhielt sie ihr Diplom im Fach Musical an der Bayerischen Theaterakademie. Vicky Hall überreichte ihr zu diesem Anlass eine Auszeichnung für ihre Abschlussarbeit Man muß nur drüber reden. Es folgten Gesangswettbewerbe, bei denen sie als Gewinnerin hervorging. 
Von 2005 bis 2009 spielte sie in den Musicals Heidi (als Tinette), Sweet Charity (als Betzy), Grease (als Sandy) und Prinzessin Lillifee und der Zauber der Rose (als Lillifee). Bei Best of Musicals war sie in verschiedenen Rollen zu sehen. Im Altona Theater in Hamburg spielte sie die Hermine in dem Theaterstück Der Steppenwolf nach Hermann Hesse. Weitere komödiantische Theaterstücke folgten, so Sylt – ein Irrtum Gottes? an den Hamburger Kammerspielen und Bauch, Beine, Po von Dietmar Loeffler.

### Weitere Karriere als Ella Endlich

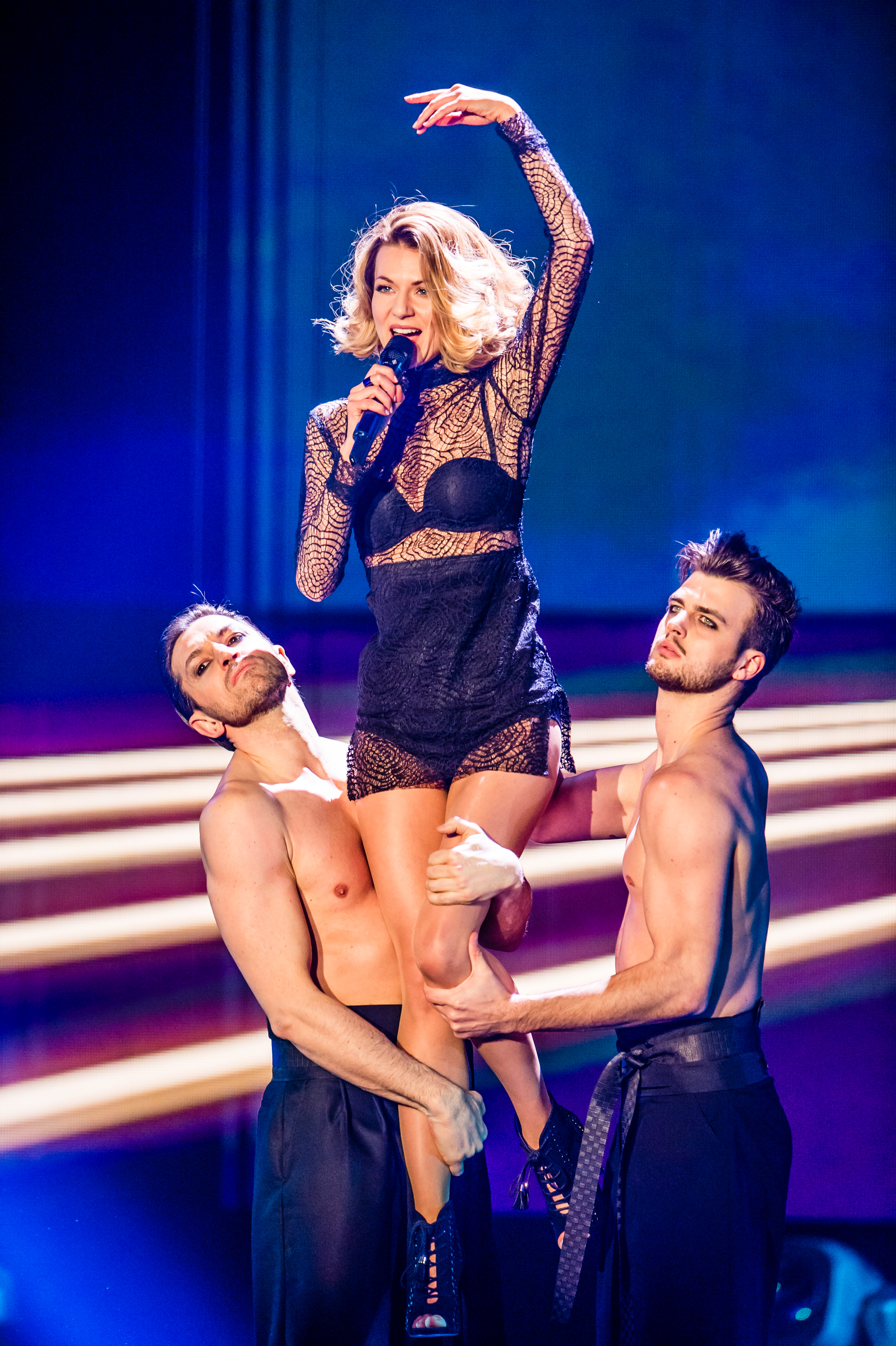
Ella Endlich, 2016

2009 änderte sie ihren Künstlernamen von Junia in Ella Endlich. Der Name setzt sich aus den Vornamen der Cousinen ihrer Großmutter, Eleonore und Hella, und dem Familiennamen ihres Vaters zusammen. 2009 begann die engere Zusammenarbeit in den Hansa Studios Berlin mit Vater Norbert Endlich, weswegen sie dessen Nachnamen in ihren künftigen Künstlernamen einbezog. Es folgte die Gründung der Endlich Musikpartnerschaft.
Im November 2009 wurde Küss mich, halt mich, lieb mich, ihre erste Single als Ella Endlich, veröffentlicht. Ihre deutschsprachige Interpretation zur Filmmusik von Drei Haselnüsse für Aschenbrödel des Komponisten Karel Svoboda war die erste, die von dessen Erben autorisiert wurde. Mit dem Text von Mark Hiller gelang erstmals die Symbiose zu einem Song. Das Lied erreichte Platz 12 der deutschen Charts. Die Single wurde mit der Goldenen Schallplatte ausgezeichnet, und Endlich trat damit in diversen deutschen Fernsehsendungen auf.
2010 erschien ihr erstes Album als Ella Endlich, Da, das Platz 53 der deutschen Albumcharts erreichte. Im Oktober 2011 veröffentlichte sie ihr zweites Album Meilenweit, es belegte Platz 94 der Charts. 2012 erschien eine EP mit dem Titel Wintercollage. Im Juni 2014 kam ihr drittes Album Die süße Wahrheit auf den Markt; Ende 2014 wechselte sie das Musiklabel, das Management und die Produzenten. 2016 erschien das Album Träume auf Asphalt über Universal. Im Februar 2016 nahm sie mit dem Lied Adrenalin an der deutschen Vorentscheidung zum Eurovision Song Contest 2016 teil.
Von Januar bis Mai 2018 war sie Jurorin in der 15. Staffel von Deutschland sucht den Superstar. Im September 2018 erschien Endlichs fünftes Studioalbum Im Vertrauen. Es ist das erste Album, das sie bei ihrem eigenen Musiklabel Unendlich Musik veröffentlicht und bei dem sie alle Texte geschrieben hat.
2019 nahm Endlich an der 12. Staffel der RTL-Tanzshow Let’s Dance teil. Mit ihrem Tanzpartner Valentin Lusin belegte sie den zweiten Platz. Im April 2022 gewann sie als „Zebra“ die sechste Staffel von The Masked Singer bei ProSieben. Am 17. Juni 2022 erschien ihr sechstes Studioalbum Sternschwimmer.
Die für 2023 geplante Sternschwimmer-Tour wurde wegen ihrer Schwangerschaft abgesagt. Im Juni 2023 wurde sie Mutter eines Sohnes.

## Diskografie

### Studioalben
| Jahr | Titel               | Höchstplatzierung, Gesamtwochen, AuszeichnungChartplatzierungen (Jahr, Titel, Platzierungen, Wochen, Auszeichnungen, Anmerkungen) | Höchstplatzierung, Gesamtwochen, AuszeichnungChartplatzierungen (Jahr, Titel, Platzierungen, Wochen, Auszeichnungen, Anmerkungen) | Höchstplatzierung, Gesamtwochen, AuszeichnungChartplatzierungen (Jahr, Titel, Platzierungen, Wochen, Auszeichnungen, Anmerkungen) | Anmerkungen                                                 |
| Jahr | Titel               | DE | AT | CH | Anmerkungen                                                 |
| ---- | ------------------- | --- | --- | --- | ----------------------------------------------------------- |
| 2000 | Junia               | — | — | — | Erstveröffentlichung: 21. Juli 2000 als Junia               |
| 2010 | Da                  | DE53 (7 Wo.)DE | — | — | Erstveröffentlichung: 15. Oktober 2010                      |
| 2011 | Meilenweit          | DE94 (1 Wo.)DE | — | — | Erstveröffentlichung: 14. Oktober 2011                      |
| 2014 | Die süße Wahrheit   | DE92 (1 Wo.)DE | — | — | Erstveröffentlichung: 6. Juni 2014                          |
| 2016 | Träume auf Asphalt  | DE70 (1 Wo.)DE | — | — | Erstveröffentlichung: 26. Februar 2016                      |
| 2018 | Im Vertrauen        | DE20 (2 Wo.)DE | AT36 (1 Wo.)AT | CH46 (1 Wo.)CH | Erstveröffentlichung: 28. September 2018                    |
| 2021 | Endlich Weihnachten | DE60 (2 Wo.)DE | — | — | Erstveröffentlichung: 19. November 2021 mit Norbert Endlich |
| 2022 | Sternschwimmer      | DE37 (2 Wo.)DE | — | — | Erstveröffentlichung: 17. Juni 2022                         |

### Kompilationen
- 2014: Küss mich, halt mich, lieb mich – The Best Of

### EPs
- 2012: Wintercollage

### Musicalalben
- 2007: Prinzessin Lillifee und der Zauber der Rose

### Singles
| Jahr | Titel Album                        | Höchstplatzierung, Gesamtwochen, AuszeichnungChartplatzierungen (Jahr, Titel, Album, Platzierungen, Wochen, Auszeichnungen, Anmerkungen) | Höchstplatzierung, Gesamtwochen, AuszeichnungChartplatzierungen (Jahr, Titel, Album, Platzierungen, Wochen, Auszeichnungen, Anmerkungen) | Anmerkungen                                                 |
| Jahr | Titel Album                        | DE | CH | Anmerkungen                                                 |
| ---- | ---------------------------------- | --- | --- | ----------------------------------------------------------- |
| 1999 | It’s Funny Junia                   | DE17 (13 Wo.)DE | CH21 (7 Wo.)CH | Erstveröffentlichung: 3. Mai 1999 als Junia                 |
| 1999 | My Guy Junia                       | DE54 (4 Wo.)DE | — | Erstveröffentlichung: 10. September 1999 als Junia          |
| 1999 | Who’s the Other Woman Junia        | DE72 (3 Wo.)DE | — | Erstveröffentlichung: 13. Dezember 1999 als Junia           |
| 2009 | Küss mich, halt mich, lieb mich Da | DE12 Gold · (59 Wo.)DE | — | Erstveröffentlichung: 27. November 2009 Verkäufe: + 150.000 |

Weitere Singles
- 2000: Skaterboy (als Junia)
- 2010: Der Sommer ist da
- 2011: Unterwegs
- 2012: Küss mich, halt mich, lieb mich – Remixes (Leuchtturm mit Ella Endlich)
- 2012: Niemals geht man so ganz (mit Florian Silbereisen und Patrizio Buanne)
- 2014: Liebeskummer lohnt sich doch
- 2016: Adrenalin
- 2016: Spuren auf dem Mond
- 2016: Spuren auf dem Mond (Remixes)
- 2017: Ein goldener Käfig
- 2018: Schwimmen und Fliegen
- 2018: Gut gemacht
- 2019: Am Ende zählt das Gefühl
- 2019: Geschichten
- 2019: Geschichten (Daniel Troha Remix)
- 2020: Menschen machen Bilder
- 2022: Sternschwimmer
- 2023: Du & Ich
- 2024: Hand in Hand

### Videoalben
- 2012: Ein Großstadtmärchen (DVD)

## Filmografie

### Als Schauspielerin
- 2005: Das Kreuz mit der Schrift (Fernsehserie)
  - Folge 3: Lesezeichen
  - Folge 4: Verlass dich nicht auf mich
  - Folge 5: Liebe ohne E
- Aktenzeichen XY … ungelöst
  - Folge 416 vom 5. November 2008
- 2022: Die Passion (Fernsehsendung)
- 2022: Gewinnerin bei The Masked Singer (Fernsehsendung)
- 2022: Ottos Märchenshow (Fernsehsendung)

### Moderation
- 2010: Der Sommer war da (MDR)
- 2010: Aktion Schwefelhölzchen (4 Folgen) (MDR)
- 2013: Drei Haselnüsse für Aschenbrödel – Die Märchenhochzeit (MDR)

## Musical- und Theaterauftritte
- La Bohème, Festspiele Bregenz 2002
- West Side Story, Festspiele Bregenz 2003
- City of Angels, Prinzregententheater München 2003
- Lucky Stiff, Akademietheater München 2004
- City of Angels, Stadttheater Erfurt 2004
- Bring on tomorrow, Prinzregententheater München 2004
- Into the Woods, Prinzregententheater München 2004
- Heidi, Seebühne Walenstadt/Schweiz 2004
- Sweet Charity, Grenzlandtheater Aachen 2005
- Prinzessin Lillifee, Musical-Tour 2007
- Grease, Theater St. Gallen, Grosses Haus 2007
- Wob City, „Hallenbad“ Wolfsburg 2007
- Man muss nur darüber reden, Off Broadway Musicaltheater München 2009
- Sylt – Ein Irrtum Gottes?, Hamburger Kammerspiele 2011

## Auszeichnungen
- 1. Preis und Publikumspreis beim Jugend-kulturell-Förderpreis „Musical“ 2005
- Gewinnerin des Jugendmusikpreises Medica pro Musica 2006 Jaqueline Zebisch, Gesang[15]
- 2011: Goldene Schallplatte in Deutschland
- 2019: Sängerin des Jahres 2018 – Publikumspreis von Schlager.de[16]